# This Is What You Want... This Is What You Get
This Is What You Want... This Is What You Get est un album du groupe Public Image Limited, sorti en 1984.

## Titres
Tous les morceaux ont été composés par Public Image Ltd.
1. Bad Life
2. This Is Not A Love Song
3. Solitaire
4. Tie Me to the Length of That
5. The Pardon
6. Where Are You?
7. 1981
8. The Order of Death

## Utilisations des chansons de l'album
La chanson The Order of Death est utilisée dans les films Hardware (1990) et Le Projet Blair Witch (1999), ainsi que dans des épisodes de séries, comme Deux Flics à Miami (Little Miss Dangerous).
This is Not a Love Song est utilisée dans le film d'animation Valse avec Bachir (2008).